# Tokamachi
Tōkamachi (Japans: 十日町市, Tōkamachi-shi) is een stad in de prefectuur Niigata in Japan.
De stad is 589,92 km² groot en heeft 62.878 inwoners (2006).
Jaarlijks wordt in februari het Tōkamachi Sneeuwfestival gevierd. Het is het oudste sneeuwfestival in Japan.

## Geschiedenis
Tōkamachi is sinds 31 maart 1954 een stad (shi), ontstaan door de samenvoeging van de gemeenten Tōkamachi, Kawaji, Nakajō en Rokka. Op 1 december van dat jaar werd het dorp Yoshida uit het district Nakauonuma geabsorbeerd.
Vervolgens werden er meer dorpen ingelijfd: Shimojo op 1 februari 1955, Mizusawa op 1 april 1962 en nog vier gemeentes op 1 april 2005.

## Stedenband
Tōkamachi heeft een stedenband met
- Como (Lombardije, Italië) sinds 1975.

## Verkeer
Tōkamachi ligt aan de Iiyama-lijn van de East Japan Railway Company.
Tōkamachi ligt aan de autowegen 117, 252, 253, 353, 403 en 405.